# Бонончини, Джованни Мария
Джованни Мария Бонончини (итал. Giovanni Maria Bononcini; 23 сентября 1642, Дзокка, Моденское герцогство — 18 ноября 1678, Модена) — итальянский скрипач и композитор, музыковед

, теоретик музыки итальянского периода барокко. Представитель моденской инструментальной школы.

## Биография
Отец композиторов Джованни Баттисты и Антонио Марии Бонончини. Был первым учителем музыки своих сыновей.
Учился композиции у Агостино Бендинелли и игре на скрипке у Марко Учеллини и Джованни Паоло Колонны.
С 1671 года служил скрипачом в придворном оркестре принцессы Лауры из Дома Эсте в Модене. Руководил герцогской капеллой в Модене. Был капельмейстером в церквях Сан-Джованни-ин-Монте и Сан-Петронио в Болонье.
Член болонской филармонической академии.
Автор симфоний, кантат, церковных и светских сонат, мадригалов, арий и др. При жизни композитора было опубликовано 13 сочинений. Опубликовал теоретический трактат «Практический музыкант» («Musico prattico», Болонья, 1673).

## Избранные музыкальные сочинения
- op. 1 Primi Frutti del Giardino Musicale à due violini e basso (Venice, 1666)
- op. 2 Sonate da camera, e da ballo a 1, 2, 3, e 4 (Venice, 1667)
- op. 3 Varii fiori del giardino musicale, overo Sonate da camera … aggiunta d’alcuni canoni, for 2 Violins, Viola and B. c. (Bologna, 1669)
- op. 4 Arie, correnti, sarabande, gighe, & allemande for Violin and Cello or Spinett (Bologna, 1671)
- op. 5 5 Sinfonie, allemande, correnti, e sarabande à 5-6 stromenti, aggiunta d’una sinfonia a quattro, che si può suonare ancora al contrario (Bologna, 1671)
- op. 6 Sonate da chiesa à due violini (Venice, 1673)
- op. 7 Ariette, correnti, gighe, allemande, e sarabande for 1-4 instruments (Bologna, 1673)
- op. 8 Musico prattico che brevemente dimostra il modo di giungere alla perfetta cognizione di tutte quelle cose, che concorrono alla composizione de i canti, e di ciò ch’all’arte del contrapunto si ricerca, (Bologna, 1673; German translation Stuttgart, 1701)
- op. 9 Trattenimenti musicali à tre & à quattro stromenti (Bologna, 1675)
- op. 10 Cantate per camera a voce sola, libro primo (Bologna, 1677)
- op. 11 Cantate per camera a voce sola, libro secondo (Bologna, 1678)
- op. 12 Arie e Correnti à tre, due violini e violone (Bologna, 1678)
- numerous Madrigals and Arias
- 1 Opera I primi voli dell’aquila Austriaca del soglio imperiale alla gloria (Modena, 1667)